# Bussus-Bussuel
Bussus-Bussuel – miejscowość i gmina we Francji, w regionie Hauts-de-France, w departamencie Somma.
Według danych na rok 2011 gminę zamieszkiwało 312 osób, a gęstość zaludnienia wynosiła 38 osób/km² (wśród 2293 gmin Pikardii Bussus-Bussuel plasuje się na 775. miejscu pod względem liczby ludności, natomiast pod względem powierzchni na miejscu 584.).